# Wiskol (wieś)
Wiskol (ros. Висколь) – wieś (ros. деревня, trb. dieriewnia) w zachodniej Rosji, w sielsowiecie bierieznikowskim rejonu rylskiego w obwodzie kurskim.

## Geografia
Miejscowość położona jest 4 km od centrum administracyjnego sielsowietu bierieznikowskiego (Bieriezniki), 6 km od centrum administracyjnego rejonu (Rylsk), 102 km od Kurska.
W granicach miejscowości znajduje się 40 posesji.

## Historia
W spisie miejscowości Imperium Rosyjskiego z 1862 roku wieś Wiskol (wraz z wsiami Niekrasowo i Morszniewo w ujezdzie rylskim) ujęta jest jako niezwykła ze względu na ogrom sadów. Miejscowość wtedy posiadała studnię oraz liczyła sobie 29 gospodarstw i ok. 240 mieszkańców (111 mężczyzn i 126 kobiet).
Wyzwolenie wsi spod okupacji faszystowskiej nastąpiło 29 sierpnia 1943 roku. Zginęło 30 mieszkańców i 9 żołnierzy radzieckich, których szczątki w 1961 roku spoczęły w zbiorowej mogile we wsi Asmołowo.
Wieś Wiskol była przez pewien czas centrum administracyjnym sielsowietu wiskolskiego, w którego skład wchodziły także miejscowości: Bieriezniki, Stropicy i nieistniejące już chutory: Obczinnikow, Karielskij.

## Demografia
W 2010 r. miejscowość zamieszkiwało 11 osób.